# Atentado del restaurante El Descanso
El atentado terrorista del restaurante El Descanso, situado en el kilómetro 14,200 de la autovía A2 (Madrid-Barcelona), se produjo el 12 de abril de 1985 y dejó un total de 18 muertos. Se considera el primer atentado islamista en España con muertos. El entonces ministro del Interior, José Barrionuevo Peña, indicó que el atentado podría haber sido obra del grupo terrorista Yihad islámica.

## Contexto
En España el grupo terrorista ETA estaba en pleno apogeo; organizaciones cívicas y partidos de izquierda reclamaban la convocatoria de un referéndum para la salida de España de la OTAN y se estaba en vísperas de la visita del presidente estadounidense Ronald Reagan a España.

## Atentado

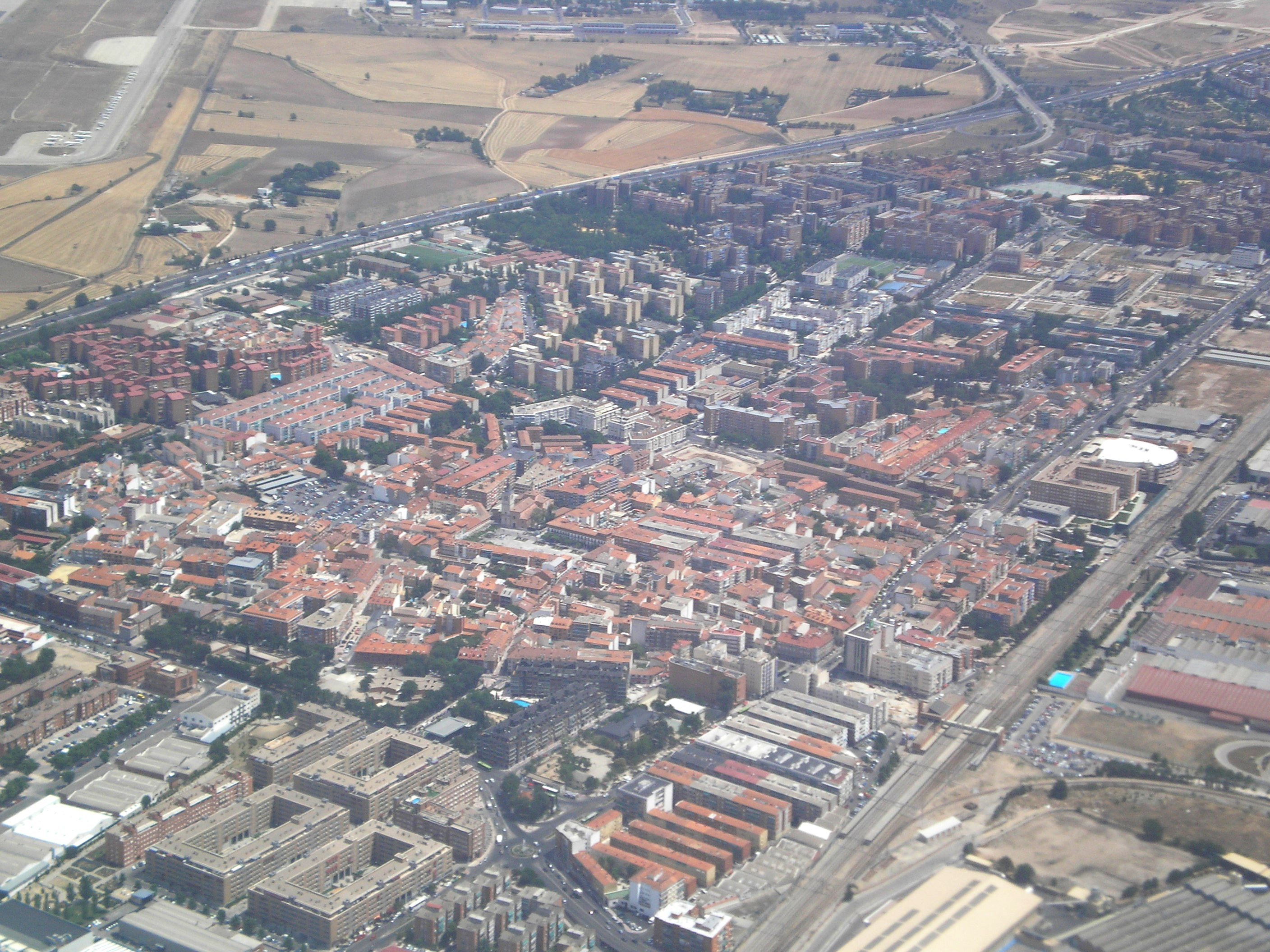
Panorámica de Torrejón de Ardoz, con la base aérea al fondo.

El 12 de abril de 1985 se produjo un atentado en el restaurante "El Descanso", situado en el kilómetro 14 de la N-II, a las afueras de Torrejón de Ardoz. Fue reivindicado por un grupo de la Yihad islámica. El atentado consistió en una potente bomba de entre 5 y 15 kilos de explosivos oculta en una bolsa de deportes dejada debajo de la barra, junto a la puerta de los lavabos; entre sus componentes había cloratita. En él murieron 18 personas y 82 resultaron heridas. El restaurante era frecuentado por militares estadounidenses de la Base Aérea de Torrejón de Ardoz, aunque oficialmente todos los fallecidos fueron españoles, investigaciones publicadas en 2025 informaban de tres fallecidos norteamericanos. La posterior investigación no pudo determinar la autoría de los atentados.
En aquel momento fue el atentado terrorista más letal que había sufrido el país en su historia, aunque fue superado dos años después por el atentado de Hipercor perpetrado por ETA (con veinte fallecidos). El principal sospechoso como autor de este atentado, Mustafá Setmarian, podría haber tenido alguna conexión con la célula terrorista islamista que perpetró 19 años más tarde el atentado del 11-M.
Cuando se produjo el atentado, el ministro del interior, José Barrionuevo Peña, aseguró que había sido obra de ETA «en colaboración con grupos euroterroristas». Lo cierto es que hubo una serie de reivindicaciones. Por un lado, ETA y el GRAPO, por separado, reivindicaron el atentado para luego desmentirlo. Por otro lado, dos grupos islamistas lo reclamaron, uno llamado Waad (Promesa) y la Yihad Islámica. Las discrepancias en la investigación entre Policía y Guardia Civil y las conexiones entre grupos terroristas de extrema izquierda europeos y de Oriente Próximo contribuyeron a enmarañar el caso, aunque la teoría más aceptada responsabiliza de su autoría a la Yihad Islámica.
Solo 11 de las 95 víctimas del atentado (entre muertos y heridos) eran norteamericanos, debido a que el atentado se perpetró a las 22:30, hora poco frecuente en los hábitos de cena anglosajones.
En 2025 el periódico La Vanguardia publicó que realidad en el atentado murieron 3 militares estadounidenses, que esos muertos fueron sacados de forma clandestina de los escombros del restaurante y que este hecho fue objeto de un encubrimiento de los gobiernos de España y Estados Unidos durante casi 40 años.

## Consecuencias
La investigación sobre el atentado en "El Descanso" se archivó provisionalmente el 9 de marzo de 1987 por falta de autor conocido, ya que en el sumario ―que consta únicamente de seis tomos― solo figura la reivindicación hecha en su día por la organización terrorista Yihad Islámica.
La autoría aceptada como más creíble por las autoridades españolas fue que lo llevó a cabo la organización Yihad Islámica, que en esa época realizaba gran cantidad de atentados con muchas víctimas mortales.
El caso se retomó a principios de los 90, dentro de otras investigaciones sobre terrorismo islamista, pero los nuevos interrogatorios tampoco dieron fruto.
Sin embargo, en 2005, con los atentados del 11 de marzo de 2004 aún muy recientes, la investigación se  reabrió cuando un testigo protegido identificó a Mustafá Setmarian Nasar como uno de los autores materiales del atentado.